# Kim Kyok-sik
Kim Kyok-sik (김격식?, Kim Kyong-sikLR; Hamgyŏng Meridionale, 5 ottobre 1938 – Pyongyang, 10 maggio 2015) è stato un generale e politico nordcoreano.

## Biografia
Kim Kyok-sik nacque in Corea nel 1938, durante l'occupazione nipponica. Dopo aver completato gli studi all'università militare Kim Il-sung, fu trasferito, negli anni '70, in Siria, ove venne ulteriormente addestrato dalle forze siriane. Nello stesso periodo, gli fu ordinato di aiutare in azione clandestine il Partito dei lavoratori turchi e di prendere parte al conflitto di indipendenza eritreo a fianco del Fronte di liberazione eritreo, contro gli etiopi. Fu richiamato in Corea del Nord all'inizio degli anni '80, ove divenne un ufficiale regolare dell'esercito popolare coreano.Nel 1990 fu eletto deputato all'Assemblea popolare suprema.
Nel 1997, Kim ottenne un'importante promozione, venne infatti promosso a wonsu (il grado militare più alto in Corea del nord).
Alcune fonti sudcoreane affermano che Kim Kyok-sik fu una delle menti e uno degli organizzatori del Bombardamento di Yeonpyeong, incidente internazionale fra il Nord e il Sud avvenuto nel 2010.
In ambito politico, Kim venne nominato viceministro delle forze armate popolari nell'agosto 2011 e nominato ministro nel novembre 2012.
Dopo appena sei mesi di servizio, nel maggio 2013, Kim venne inaspettatamente sostituito a su volta da Jang Jong-nam, venendo quindi privato del suo ufficio. Il servizio di intelligence nazionale sudcoreano ipotizzò che tale declassamento sia riconducibile a un atteggiamento di insubordinazione che Kim aveva nei confronti dei suoi superiori.
Kim Kyok-sik morì a Pyongyang, il 10 maggio 2015, per insufficienza respiratoria acuta.